# Requiescat in pace

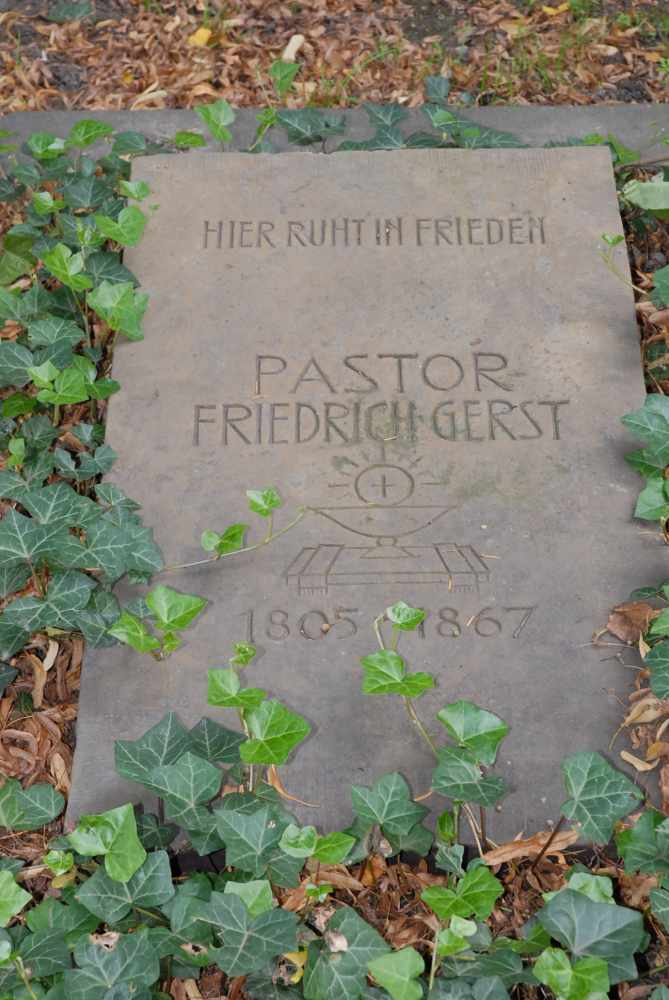
Надгробок на Гетхаймерському цвинтарі в Дюссельдорфі: «Тут спочиває в мирі (hier ruht in Frieden) пастор Фрідріх Герст»

Фраза «Requiescat in pace» в перекладі з латини означає «Хай спочине з миром», поширена у країнах західної християнської (католицької та протестантської) культури.

## Вживання
Англійський вислів із тією ж абревіатурою – «Rest in peace», італійське – «Riposi in pace».
Зустрічається у вигляді абревіатури «RIP» або «R.I.P.», наприклад, на надгробках, а також у повідомленнях про смерть, при згадці про нещодавно померлих.

## Український відповідник
В Україні наступні вирази найчастіше вживаються у значенні «RIP» (тобто як останнє побажання, що кажуть під час прощання з небіжчиком):
- С.З.М — абревіатура від Спочивай з миром
- Х.С.З.М — абревіатура від Хай спочине з миром
- С.У.П — абревіатура від Спочивай у Покою
- Х.З.Й.Б.П — абревіатура від Хай земля йому буде пухом
- В.С — абревіатура від Вічний спомин (або Вічна пам’ять)
- Н.С.З.М — абревіатура від Нехай спочиває з миром
- Ц.Н. — абревіатура від Царство Небесне
- М.П.Й — абревіатура від Мир Праху Його

## Аналоги в різних мовах
Фрази в інших мовах:
- афр. Rus in vrede
- алб. U prehtë në paqe (P.N.P.)
- араб. ارقد في سلام (Urqud fī salām); зазвичай - الله يرحمه (Allah yarħamhu - для чоловіків) or الله يرحمها (Allah yarħamhā, для жінок).
- вірм. Հանգչիր խաղաղութեամբ (Hangch’ir khaghaghut’yamb)
- азерб. Allah Rəhmət eləsin
- баск. Goian Bego (G.B.)
- біл. Спачывай у спакоі
- бенг. তোমার আত্মার শান্তি কামনা করি (Tomar Aantmar Shanti Kamona Kori)
- босн. Počivaj u miru
- болг. Почивай в мир (Pochivaj v mir)
- кат. Descansi en pau (DEP)
- себ. Pahulay sa Kalinaw (PSK)
- чеч. Дала геч дойла, латиніз. Dala gech doila (DGD)
- кит.: 安息
- староцерк.-слов. Црⷭ҇ствїе Нбⷭ҇ное () (Царство Небесне)
- хорв. Počivao/počivala u miru.
- чеськ. Odpočívej v pokoji
- дан. Hvil i fred
- нід. Moge hij/zij in vrede rusten
- есп. Ripozu pace (R.P.)
- ест. Puhka rahus
- фар. Hvíl í friði
- фін. Lepää rauhassa
- фр. Repose en paix (R.E.P.)
- груз. ცხონდეს, ღმერთმა აცხონოს
- нім. Ruhe in Frieden
- грец. Αναπαύσου εν ειρήνη ([anaˈpafsu en iˈrini])
- івр. תהא נשמתו (נשמתה) צרורה בצרור החיים (תנצב"ה)
- гінді दिवंगत आत्मा को शांति {divangat Atma ko shanti}
- угор. Nyugodjon békében
- ісл. Hvíli í friði (H.Í.F.)
- ірл. Ar dheis Dé go raibh a (h)anam
- італ. Riposi in pace (R.I.P.)
- яп. 安らかに眠れ (Yasuraka ni nemure)
- каз. Jatqan jeriń jaıly bolsyn (Jatkan jering jayly bolsyn)
- каннада ಮೃತರ ಆತ್ಮಕ್ಕೆ ಶಾಂತಿ ಸಿಗಲಿ (Mrutara Atmakke shanti sigali) (Kannada, India)
- конк. ಸಾಸ್ಣಚೊ ವಿಶೇವ್ (Konkani, India) {Sasnacho Vishev}
- кор. 삼가 고인의 명복을 빕니다 (Samga goinui myeongbogeul bimnida)
- курд. به ئارامی بمریت
- кирг. Жаткан жери жайлуу болсун (Jatqan jeri jayluu bolsun)
- латис. Dusi mierā
- лит. Ilsėkis ramybėje or Amžiną atilsį
- мак. Почивај во мир (Pochivaj vo mir)
- мальт. Strieħ fis-sliem, Strieħ fil-paċi
- маратхі मृतात्म्यास शांती लाभो {mrutatmyas shanti labho}
- монг. Гүн эмэгнэл илэрхийлье (Gün emegnel ilerkhiiliye)
- неп. दिवङ्गत आत्माको चिरशान्तिको कामना
- норв. Hvil i fred
- перс. روحش شاد (Руха шад)
- пол. Spoczywaj w pokoju, частіше використовується Świętej pamięci (Ś.P.)
- порт. Descanse em Paz
- рум. Odihnească-se în pace
- рос. Покойся с миром
  - дореформ. Покойся съ миромъ
- шотл. гел. Gus am bris an là
- серб. Почивај у миру
- синг. සමාදානයේ සැතපේවා (Samādānayē Sătapēvā)
- словац. Odpočívaj v pokoji
- словен. Počivaj v miru
- ісп. Descanse en paz/Que en paz descanse (D.E.P./Q.E.P.D.)
- швед. Vila i frid
- тагал. Sumalángit Nawâ (S.L.N.)
- тадж. ҷояш ҷаннад шавад (dʒojaʂ dʒanat ʂavad)
- там. பிரிந்த ஆத்துமா சாந்தி அடையட்டும் {Pirinta āttumā cānti adayattum}
- тел. వెళ్ళిపోయాడు ఆత్మ శాంతి (Telugu, India) {Veḷḷipōyāḍu ātma śānti}
- тай. ขอให้ไปสู่สุคติ
- тур. Huzur içinde yatsın
- в.-луж. Wotpočuj w měrje
- урду امن سے آرام
- узб. Joying jannatdan bolsin
- вен. C'a repoxe'n paxe
- в'єт. Hãy An Nghỉ
- валл. Gorffwys mewn hedd

## Джерело
«Requiescat in pace» – це молитва про те, щоб померлий міг спочивати без мук, в очікуванні Судного Дня. Цитата з католицької заупокійної служби (див. реквієм): Requiem aeternam dona ei, Domine. Et lux perpetua luceat ei. Requiescat in pace. Amen. (Спокій вічний дай йому, Господи, І світло вічне йому хай сяє. Хай спочиває з миром. Амінь).
Своєю чергою, цей вислів стосується тексту псалма 4, вірш 9, у латинському перекладі (Вульгата): in pace in idipsum dormiam et requiescam (у Синодальному перекладі: «спокійно лягаю я й сплю»).